# Addison Mizner
Addison Cairns Mizner (12 de desembre de 1872 – 5 de febrer de 1933) va ser un arquitecte americà famós per difondre l'estil Revival Mediterrani i Colonial espanyol al sud de Florida, on continua inspirant arquitectes i constructors. Durant la dècada de 1920 Mizner era l'arquitecte americà més famós del moment. Fou el visionari darrere del desenvolupament de Boca Raton, a Florida.